# Pasquale Passarelli
Pasquale Passarelli (Campobasso, Italia, 14 de marzo de 1957) es un deportista alemán de origen italiano retirado especialista en lucha grecorromana donde llegó a ser campeón olímpico en Los Ángeles 1984.

## Carrera deportiva
En los Juegos Olímpicos de 1984 celebrados en Los Ángeles ganó la medalla de oro en lucha grecorromana de pesos de hasta 57 kg, por delante del luchador japonés Masaki Eto (plata) y del griego Charalambos Cholidis (bronce).